# Nordé
Nordé est une ville du département de Zimtenga, dans la province de Bam, dans le Centre-Nord, au Burkina Faso. En 2005, la ville comptait 339 habitants dont 56% de femmes.